# Ichneumon leucogastrius
Ichneumon leucogastrius là một loài tò vò trong họ Ichneumonidae.